# Лерте
Лерте (нім. Lehrte) — місто в Німеччині, розташоване в землі Нижня Саксонія. Входить до складу району Ганновер.
Площа — 127 км2. Населення становить 44 369 ос. (станом на 31 грудня 2021).